# Municipio de Creve Coeur
Creve Coeur Township es un municipio del condado de San Luis, Misuri, Estados Unidos. Según el censo de 2020, tiene una población de 39 312 habitantes.
Es una subdivisión exclusivamente geográfica, puesto que tiene un código censal Z1, que indica que no está en funcionamiento.

## Geografía
Está ubicado en las coordenadas 38°40′30″N 90°25′10″O / 38.67500, -90.41944. Según la Oficina del Censo de los Estados Unidos, tiene una superficie total de 37.73 km², correspondientes en su totalidad a tierra firme.

## Demografía
Según el censo de 2020, hay 39 312 personas residiendo en la zona. La densidad de población es de 1041.93 hab./km². El 61.92% de los habitantes son blancos, el 16.73% son afroamericanos, el 0.24% son amerindios, el 13.20% son asiáticos, el 0.03% son isleños del Pacífico, el 1.57% son de otras razas y el 6.31% son de una mezcla de razas. Del total de la población, el 3.98% son hispanos o latinos de cualquier raza.